# Défense de fouiner
 (mars 2018).
Si vous disposez d'ouvrages ou d'articles de référence ou si vous connaissez des sites web de qualité traitant du thème abordé ici, merci de compléter l'article en donnant les références utiles à sa vérifiabilité et en les liant à la section « Notes et références ».
Pour plus de détails, voir Fiche technique et Distribution.
Défense de fouiner (Plop Goes the Weasel) est un dessin animé Looney Tunes réalisé par Robert McKimson et met en scène Charlie le coq sorti en 1953.

## Synopsis
Charlie le coq fait tourner en bourrique le chien en donnant les poussins à une belette